# Competencia social

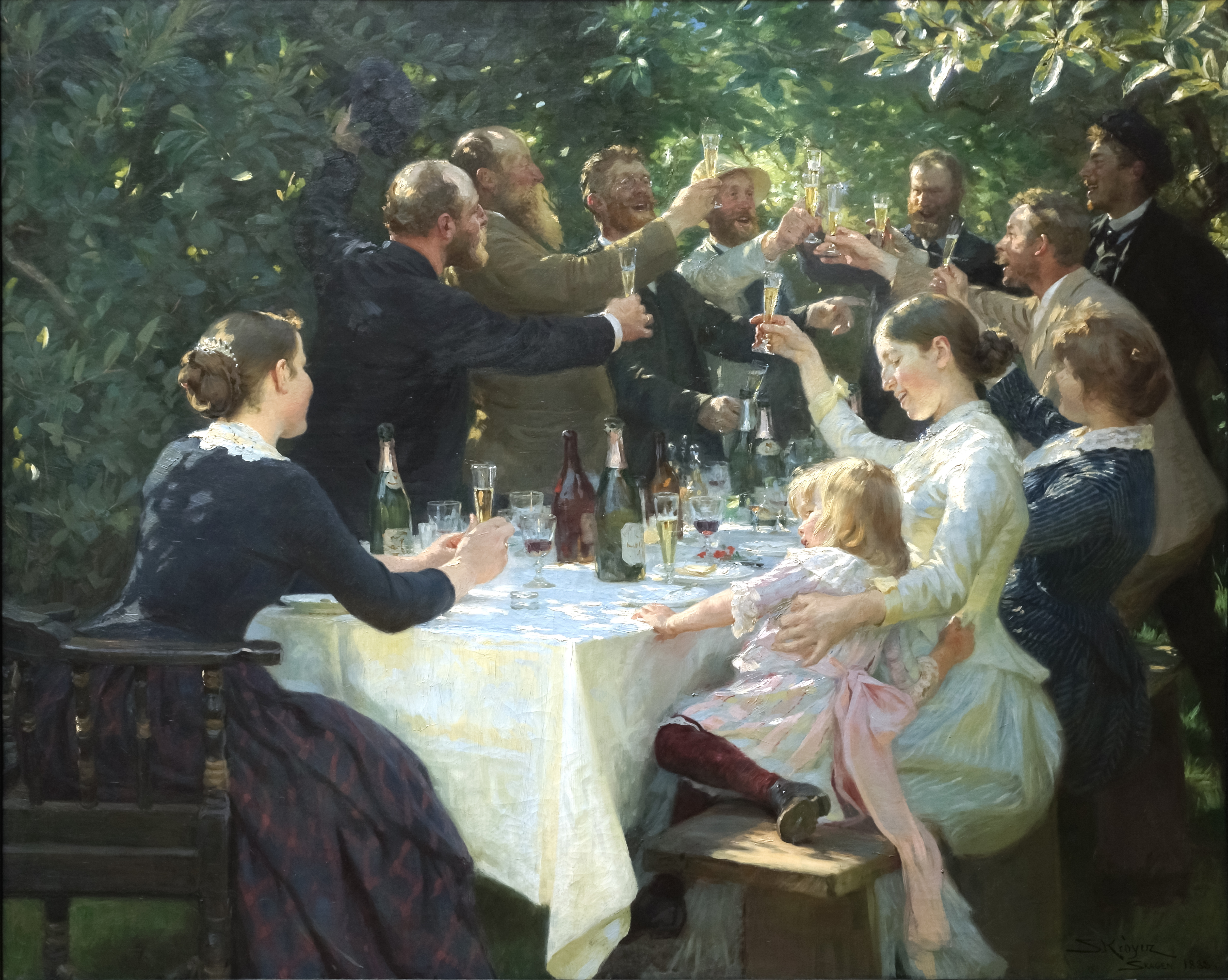
Situación social. La competencia social permite comportarse adecuadamente en situaciones sociales.

La competencia social consiste en habilidades sociales, emocionales, cognitivas y conductuales necesarias para desenvolverse en sociedad. La competencia social también refleja la capacidad de adoptar la perspectiva de otra persona respecto de una situación, aprender de experiencias pasadas y aplicar ese aprendizaje a los cambios en las interacciones sociales. Es importante resaltar que en la expresión «competencia social» la palabra «competencia» se emplea en la acepción de «destreza, pericia», no en la de «disputa, competición». Para la segunda acepción, véase Lucha de clases.
La competencia social de un individuo es la base sobre la cual se construyen sus expectativas de interacción futura con otros y se desarrollan las percepciones de su propio comportamiento. La competencia social con frecuencia abarca las habilidades sociales, la comunicación social y la comunicación interpersonal. La competencia social está directamente relacionada con el comportamiento social, como los motivos sociales, las habilidades, las destrezas, los hábitos y el conocimiento. Todos estos factores contribuyen al desarrollo del comportamiento social de una persona.
La competencia social es más que las habilidades sociales. Una persona puede tener algunas habilidades sociales (escuchar, dar las gracias), pero no competencia social (porque no consigue ejercitar correctamente determinadas habilidades sociales esenciales para la sociedad en la que se mueve). En cambio, una persona con competencia social necesariamente tiene habilidades sociales.

## Historia
El estudio de la competencia social se inició a principios del siglo XX con investigaciones sobre cómo los niños interactúan con sus compañeros y se desenvuelven en situaciones sociales. En la década de 1930, los investigadores comenzaron a estudiar los grupos de pares y cómo las características de los niños afectaban a su consideración dentro de estos grupos. En las décadas de 1950 y 1960, las investigaciones establecieron que la competencia social de los niños estaba relacionada con la salud mental futura (como los resultados desadaptativos en la edad adulta), así como con problemas en los entornos educativos.
A partir de ese momento, la investigación sobre la competencia social se amplió enormemente, a medida que una cantidad cada vez mayor de evidencia demostraba la importancia de las interacciones sociales. La competencia social comenzó a ser vista en términos de habilidades y estrategias para resolver problemas en situaciones sociales, y fue conceptualizada en términos de funcionamiento social eficaz y procesamiento de información. 
En las décadas de 1970 y 1980, la investigación comenzó a centrarse en el impacto del comportamiento de los niños en las relaciones, lo que influyó en el estudio de la eficacia de enseñar a los niños habilidades sociales específicas para su edad, género y contexto.
En un esfuerzo por determinar la razón de la falta de habilidades sociales de algunos niños en ciertas interacciones, se han desarrollado nuevos modelos de procesamiento de información social para explicar la dinámica de la interacción social. Estos modelos se centran en factores como el comportamiento, la forma en que las personas se perciben y evalúan entre sí y el procesamiento de las señales sociales. También tienen en cuenta la selección de objetivos sociales, los procesos de toma de decisiones y la implementación de las respuestas escogidas. Estudios como estos frecuentemente examinaron la correlación entre la cognición social y la competencia social.
Un destacado investigador de la competencia social a mediados de la década de 1980 fue Frank Gresham. Identificó 3 subdominios de la competencia social: comportamiento adaptativo, habilidades sociales y aceptación de los pares (la aceptación de los pares se utiliza a menudo para evaluar la competencia social). Las investigaciones durante este período frecuentemente se centraron en niños que no mostraban habilidades sociales, en un esfuerzo por identificar y ayudar a estos niños potencialmente en riesgo de sufrir resultados negativos a largo plazo.
Gresham propuso que estos niños podrían tener uno de 4 déficits: 
1. déficit de habilidadesː les faltaban el conocimiento o las capacidades cognitivas para llevar a cabo un determinado comportamiento
2. déficit de desempeñoː conocían un comportamiento, pero no les salía llevarlo a cabo
3. déficit de habilidades de autocontrol
4. déficit de desempeño del autocontrol, en los que los niños tenían una ansiedad o impulsividad excesiva que les impedía la ejecución adecuada de los comportamientos de autocontrol que sin embargo conocían

A pesar de todos los avances y cambios en la conceptualización de la competencia social a lo largo del siglo XX, durante la década de 1980 subsistía una falta general de acuerdo sobre la definición y medición de la competencia social. Las definiciones de la década de 1980 eran menos ambiguas que las anteriores, pero a menudo no reconocían la especificidad de edad, situación y habilidades implícitas en el complejo constructo de la competencia social.

## Enfoques y teorías

### Enfoques de consideración del individuo entre sus pares
Estos enfoques definen la competencia social en función de la popularidad que uno tiene entre sus paresː cuanto más popular sea una persona, mayor será su competencia social.
La incorporación al grupo de pares, la resolución de conflictos y el mantenimiento del juego son 3 objetivos interpersonales relevantes para la evaluación de la consideración del individuo entre sus pares y la posible intervención en esa consideración.

### Enfoques de habilidades sociales
Estos enfoques utilizan los comportamientos como guía. Las conductas que demuestran habilidades sociales se compilan y se identifican colectivamente como competencia social.

### Enfoques relacionales
Según estos enfoques, la competencia social de un individuo se evalúa por la calidad de las relaciones que establece y su capacidad para establecerlas. Se debe tener en cuenta que las diferentes personas con las que el individuo establece (o intenta establecer) relaciones tienen, a su vez, diferentes niveles de competencia social, por lo que le resultará más fácil establecerlas con personas de alta competencia social. Los comentaristas de algunas comunidades incel (hombres involuntariamente célibes) en línea han abogado por programas públicos en los que se ayude a los hombres socialmente torpes o se incentive a las mujeres para tener citas con ellos.

### Enfoque funcional
El enfoque funcional es específico del contexto y se ocupa de la identificación de objetivos y tareas sociales. Este enfoque también se centra en los resultados del comportamiento social y los procesos que conducen a esos resultados. En este enfoque, la importancia de los modelos de procesamiento de información de las habilidades sociales se basa en la idea de que la competencia social resulta de procesos sociocognitivos.

## Modelos
Para que el constructo de la competencia social sea operativo, es decir, explique la realidad (aunque sea de modo imperfecto), los primeros modelos de competencia social destacan el papel del contexto y la especificidad de la situación. Estos modelos también permiten la organización e integración de los diversos componentes de habilidades, comportamientos y cogniciones asociados con la competencia social. 
Mientras que las definiciones globales se centran en los "fines" más que en los "medios" mediante los cuales se logran dichos fines, varios modelos atienden directamente a los procesos que teóricamente subyacen en la competencia social. Estos modelos de proceso son específicos del contexto y buscan identificar objetivos y tareas sociales críticas asociadas con la competencia social. Otros modelos se centran en la distinción, a menudo pasada por alto, entre la competencia social y los índices (es decir, habilidades y capacidades) utilizados para medirla.

### Modelo analítico-conductual
Goldfried y D'Zurilla desarrollaron un modelo analítico-conductual de 5 pasos que define la competencia socialː
1. Análisis de la situación: una situación crítica se define según ciertos criterios, como:
  1. ocurre con cierta frecuencia
  2. presenta una decisión de respuesta difícil
  3. da como resultado una gama de posibles respuestas en una población determinada.[14] La identificación y el análisis de la situación pueden realizarse por varios métodos, como la observación directa por uno mismo o por otros, entrevistas y encuestas.
2. Enumeración de respuestas: se obtienen posibles respuestas a cada situación. Los procedimientos para generar alternativas de respuesta incluyen observación directa, juegos de roles y simulaciones en video o escritas.
3. Evaluación de la respuesta: las posibles respuestas son evaluadas en función de su eficacia por "otros importantes" en el entorno. Un elemento importante es que debe surgir un consenso, o de lo contrario el tema en particular se elimina de futuras consideraciones.
4. Desarrollo de una medida para valorar la competencia social
5. Evaluación de esta medida

### Modelo de procesamiento de información social
El modelo de procesamiento de información social se utiliza frecuentemente para explicar la competencia social. Este modelo se centra en los procesos cognitivos subyacentes a la selección, ejecución y evaluación de respuestas. Utilizando una metáfora informática, el modelo reformulado de procesamiento de información social detalla un proceso no lineal de 6 pasos con varios circuitos de retroalimentación que vinculan la cognición y el comportamiento social de los niños. Si en cualquiera de las etapas surge alguna dificultad, esto generalmente se traslada a déficits de competencia social.
Estos pasos son:
1. Observación y codificación de estímulos relevantes: atención a señales sociales verbales y no verbales, tanto externas como internas, y su descodificación.
2. Interpretación y representación mental de estas señales: comprensión de lo que ha sucedido durante el encuentro social, así como la causa y la intención subyacentes a la interacción.
3. Aclaración de objetivos: determinar cuáles son los objetivos del individuo para la interacción y cómo expresar una comprensión de esos objetivos.
4. Representación de la situación, que requiere acceso a la memoria de largo plazo: la interacción se compara con situaciones anteriores almacenadas en la memoria de largo plazo y los resultados anteriores de esas interacciones.
5. Selección de la respuesta
6. Ejecución del comportamiento y evaluación

### Modelo de 3 componentes
Otra forma de describir la competencia social es considerarla formada por 3 componentes jerarquizados.
1. Adaptación social
2. Desempeño social
3. Habilidades sociales

La cima de la pirámide es el nivel más avanzado, la adaptación social, que se define como el grado en el que un individuo alcanza los objetivos de desarrollo apropiados para una sociedad. Esos objetivos se conciben como diferentes estatus que deben alcanzar los miembros de una sociedad (por ejemplo, estatus sanitario, legal, académico u ocupacional, socioeconómico, social, emocional, familiar y relacional). 
El siguiente nivel, por debajo, es el desempeño social –o grado en que las respuestas de un individuo a situaciones sociales relevantes son consideradas socialmente válidas. 
El nivel más bajo de la jerarquía son las habilidades sociales, que se definen como capacidades específicas que permiten un buen desempeño en tareas sociales. 
El modelo de tres componentes es útil para médicos e investigadores que buscan cambiar, predecir o elaborar el funcionamiento social de los niños.

### Modelo cuatripartito
Según este modelo, la competencia social se explica mediante 4 conjuntos (divisibles a su vez) de habilidades, capacidades y competencias:
1. Habilidades y capacidades cognitivas: conocimientos culturales y sociales necesarios para un funcionamiento eficaz en la sociedad (es decir, habilidades y capacidades académicas y ocupacionales, capacidad para tomar decisiones y procesamiento de información).
2. Habilidades conductuales: conocimiento de las respuestas conductuales y capacidad para ponerlas en práctica (es decir, negociación, adopción de roles o perspectivas, asertividad, habilidades de conversación y habilidades prosociales)
3. Habilidades emocionales: regulación de los afectos (en lenguaje psicológicoː emociones) y capacidades afectivas para facilitar la respuesta socialmente adecuada y la formación de relaciones.
4. Conjuntos de motivaciones y expectativas: estructura de valores de un individuo, desarrollo moral y sentido de eficacia y control.

## Proceso de adquisición de la competencia social
La competencia social se va adquiriendo con el tiempo, según crece la persona. El dominio de las habilidades e interacciones sociales surge en varios momentos del crecimiento (desde la infancia hasta la adolescencia) y se basa en habilidades y conocimientos previamente aprendidos. Las facetas y marcadores clave de la competencia social que son notablemente consistentes a lo largo de los períodos de maduración (niñez temprana, niñez media/tardía, adolescencia) incluyen comportamiento prosocial (es decir, conductas amistosas, cooperativas y útiles) y habilidades de autocontrol o regulación (es decir, control de la ira, habilidades de negociación, habilidades de resolución de problemas). Asimismo, los cambios que se producen en la estructura y la calidad de las interacciones, y en las capacidades cognitivas y lingüísticas, afectan a la complejidad de las habilidades y conductas que contribuyen a la competencia social.

## Factores que contribuyen a la competencia social

### Temperamento
El temperamento es un constructo que describe la respuesta biológica de una persona al medio ambiente. Aspectos como la calma, la ritmicidad, la sociabilidad y la excitación conforman este constructo. Generalmente lo que contribuye al desarrollo de la competencia social es la sociabilidad.
El modelo más influyente del temperamento se considera el de Mary Rothbart, debido a los 2 enfoques principales en la regulación y la reactividad. El control del esfuerzo es la idea principal detrás de la regulación del temperamento, porque las habilidades que requiere dicho control están involucradas en la integración de información, planificación, modulación de emociones y comportamiento. La reactividad, en su sentido psicológico, se refiere a la provocación de los sistemas de respuesta motora, afectiva y sensorial. La misma palabra se usa en química y en biología con significados diferentes.

### Apego
Las relaciones entre padres e hijos son fundamentales para el desarrollo posterior de habilidades y comportamientos sociales. El apego de un bebé hacia la persona que lo cuida es importante para desarrollar después habilidades y comportamientos sociales que desarrollan la competencia social. El apego es un vínculo afectivo que da seguridad al bebé para explorar más allá de quien lo cuida. Ainsworth describe 4 estilos de apego en la infanciaː el seguro, el ansioso-evitativo, el ansioso-resistente y el desorganizado/desorientado. La base del vínculo de apego permite al niño aventurarse más allá de su madre para probar nuevas experiencias e interacciones. Los niños con apego seguro tienden a mostrar niveles más altos de competencia social que quienes han tenido apegos inseguros (los otros 3 estilos).

### Estilo de crianza
Los padres son la fuente principal del desarrollo social y emocional en toda la infancia. Las prácticas de socialización de los padres influyen en el desarrollo de la competencia social de sus hijos. Los estilos de crianza se identifican a partir de 2 elementos esenciales de la crianza: calidez/capacidad de respuesta de los padres y control/exigencia de los padres. La receptividad parental (calidez o apoyo) se refiere al «grado en el que los padres fomentan intencionadamente la individualidad, la autorregulación y la autoafirmación al estar en sintonía con las necesidades de sus hijos, brindarles apoyo y ser complacientes». La exigencia parental (control del comportamiento) se refiere a «las demandas que los padres hacen a los niños para que se integren en la familia, mediante sus peticiones de madurez [ya eres mayor para ir en brazos], supervisión [quédate donde yo te vea], esfuerzos disciplinarios y voluntad de enfrentar al niño que desobedece». La categorización de los padres según sean altos o bajos en receptividad y exigencia arroja 4 estilos de crianza: indulgente / permisivo, autoritario, con autoridad e indiferente / no involucrado. Cada estilo de crianza refleja patrones de valores, prácticas y comportamientos parentales.
| Estilos parentales | Estilos parentales                | Estilos parentales                                                      |
|                    | Exigente                          | No exigente                                                             |
| ------------------ | --------------------------------- | ----------------------------------------------------------------------- |
| Receptivo          | Democrático/Autoritativo/Asertivo | Indulgente/Permisivo                                                    |
| No receptivo       | Autoritario/Estricto/Totalitario  | Negligente/Indiferente/No implicado/Desprendido/Despectivo/Desentendido |

El estilo de crianza influye significativamente en la competencia social del niño, su rendimiento académico, su desarrollo psicosocial y el riesgo de conductas problemáticas (abuso de sustancias, delincuencia juvenil y embarazo adolescente). Las investigaciones basadas en entrevistas a padres, informes sobre hijos y observaciones de los progenitores concluyen sistemáticamente que:
- Los niños y adolescentes criados con estilo autoritativo (esta palabra está admitida por la RAE;[26] no se debe confundir con autoritario) se autoevalúan y son calificados por medidas objetivas como más competentes social e instrumentalmente que aquellos criados con estilo permisivo o con estilo indiferente.[24][27][28]
- Los niños y adolescentes criados con estilo indiferente son los que obtienen peores resultados en todos los dominios.

Otros factores que influyen en la competencia social son las relaciones con los profesores, los grupos de compañeros, el vecindario y la comunidad.

## Conductas problemáticas relacionadas con la falta de competencia social
Voeller, un importante investigador de la competencia social, afirma que 3 grupos de conductas problemáticas conducen al deterioro de la competencia socialː (1) un grupo agresivo y hostil, (2) un subgrupo con déficits perceptivos y (3) un grupo con dificultades de autorregulación.
1. Los niños con conductas agresivas y hostiles son aquellos cuyas conductas de actuación influyen negativamente en su capacidad para formar relaciones y mantener interacciones interpersonales.[30] Los niños agresivos y hostiles suelen procesar deficientemente la información social y emplear estrategias inapropiadas para abordar problemas de la convivencia.[30] También tienden a buscar menos hechos en una situación social y a prestar más atención a las interacciones sociales agresivas.[15]
2. Los niños con déficits perceptivos no perciben adecuadamente el entorno e interpretan las interacciones interpersonales de forma incorrecta. También tienen dificultad para leer señales sociales, expresiones faciales y gestos corporales.
3. Los niños con déficit de autorregulación (autocontrol) tienden a tener dificultades clásicas en las funciones ejecutivas.

## Evaluaciones
Los experimentos y estudios que se vienen haciendo generalmente demuestran la validez de las teorías sobre los componentes de la competencia social. Pero lo que es la evaluación de la competencia social (determinar fiablemente, en un grupo de personas, quienes la tiene alta, quienes media y quiénes baja) no está bien estudiada y continúa desarrollándose en procedimientos. Existen diversos métodos para evaluar la competencia social, entre los que pueden citarse:
- Entrevistas a niños y jóvenes
- Observaciones
- Mediciones en informes a los padres
- Autoinformes
- Mediciones sociométricas (por ejemplo, de los pares de la persona cuya competencia social se desea medir)
- Mediciones en informes de los profesores

## Intervenciones
A raíz de la creciente conciencia de la importancia de la competencia social en la infancia, se realizan intervenciones para ayudar a los niños con dificultades sociales. Históricamente, estos esfuerzos no mejoraron el poco aprecio que los compañeros de estos niños sentían por ellos ni produjeron efectos duraderos. Sin embargo, estas intervenciones tampoco tuvieron en cuenta que los problemas de competencia social no ocurren de forma aislada, sino junto con otros problemas. Por lo tanto, los esfuerzos de intervención actuales tienden a apuntar a la competencia social tanto directa como indirectamente en diferentes contextos.

### Intervenciones en la educación preescolar y la primera infancia
Las intervenciones en la primera infancia dirigidas a las habilidades sociales mejoran directamente las relaciones de los niños con sus pares. Estas intervenciones se centran en grupos de riesgo, como madres solteras, adolescentes y familias de niños con problemas tempranos de conducta. Las intervenciones dirigidas tanto a los niños como a las familias tienen las tasas de éxito más altas. Cuando los niños alcanzan la edad preescolar, las intervenciones de competencia social se centran en el contexto preescolar y enseñan comportamiento prosocial. Estas intervenciones generalmente implican enseñar habilidades de resolución de problemas y manejo de conflictos, enseñar a compartir y mejorar las habilidades de crianza. Las intervenciones no solo mejoran la competencia social de los niños y las interacciones con sus compañeros a corto plazo, sino que también reducen los riesgos a largo plazo, como el abuso de sustancias o el comportamiento delictivo.

### Intervenciones en edad escolar
La competencia social se vuelve más complicada a medida que los niños crecen, y la mayoría de los esfuerzos de intervención para este grupo de edad se centran en las habilidades individuales, la familia y el entorno del aula. Estos programas se centran en el entrenamiento de habilidades de resolución de problemas, comprensión emocional, cooperación y autocontrol. Se hace mucho hincapié en la comprensión de las propias emociones y la capacidad de comunicarlas. Los programas más eficaces brindan a los niños la oportunidad de practicar las nuevas habilidades que aprenden. Los resultados de estas intervenciones para mejorar la competencia social incluyen una disminución de las agresiones, mayor autocontrol y un aumento de las habilidades de resolución de conflictos.

### Programa de intervención
El Programa de intervención de competencia social (SCIP por sus siglas en inglés) es un programa piloto que utiliza más de un sentido a la vez para que la persona sea consciente de su propio proceso de pensamiento. Antes de realizar la intervención, se suponía que algunos niños tenían déficits de percepción además de insuficientes habilidades sociales. Para paliar estos déficits, se impartieron clases de teatro a niños con dificultades en el aprendizaje, trastorno por déficit de atención con hiperactividad o trastornos del espectro autista. Al concluir el estudio, la evidencia muestra que los niños participantes comenzaron a desarrollar sus habilidades metacognitivas, como sentimientos y comportamientos.